# Auguste av Bayern
Auguste av Bayern, född 28 april 1875 i München, kungadömet Bayern, död 25 juni 1964 i Regensburg, Tyskland, var en österrikisk ärkehertiginna, gift 1893 med ärkehertig Joseph av Österrike. Hon var dotter till prins Leopold av Bayern och Gisela av Österrike. 
Äktenskapet arrangerades sedan Joseph hade fått den bayerska Sankt Hubertusorden för att anses jämbördig med henne. Paret var bosatta i Ungern. Under första världskriget var Auguste liksom många andra kvinnliga medlemmar av kejsarhuset verksam inom Röda korset och gjorde donationer till välgörenhetsorganisationer. Hon organiserade insamlingen "Gold für Eisen", dit rika människor kunde skänka sina guldsmycken för att finansiera kriget. 
Paret lämnades ostörda på sitt slott under den österrikiska revolutionen 1918 och den ungerska sovjetrepubliken 1919. Under Miklós Horthys diktatur 1920-44 var paret ofta hedersgäster vid diktatorns galamiddagar och närvarade vid sociala och konstnärliga evenemang i enlighet med Horthys rojalistiska övertygelser. Auguste var vid denna tid mycket överviktig, något som var ett vanligt motiv inom karikatyrer av paret, bland annat i kabaréer. Hon var också under tid ordförande i flera välgörenhetsföreningar. Efter andra världskriget bosatte sig paret i USA under några år och deras egendom i Ungern konfiskerades. De flyttade tillbaka till Tyskland senare. 